# Ныч, Назарий Олегович
Наза́рий Оле́гович Ныч (укр. Назарій Олегович Нич; род. 19 февраля 1999, Виднев, Львовская область) — украинский футболист, нападающий сумской «Виктории».

## Биография
Выступал в детско-юношеской футбольной лиге Украины за львовские «Покрова» (2015) и «Карпаты» (2015—2016). С 2016 по 2017 год играл за любительские клубы Волынской области — «Луцк» и «Свитязь» из Шацка.
В сезоне 2017/18 присоединился к луцкой «Волыни». В составе команды дебютировал 26 июля 2017 года в матче Кубка Украины против «Львова» (0:3). Спустя четыре дня Ныч впервые сыграл в Первой лиге Украины, приняв участие в матче против краматорского «Авангарда» (1:2).
Летом 2018 года присоединился к ровенскому «Вересу» из Второй лиги Украины, однако за команду так и не сыграл. В начале следующего года стал игроком «Львова». В Премьер-лиге Украины дебютировал 14 декабря 2019 года в игре против «Колоса» из Ковалёвки (3:2).
По итогам сезона 2020/21 был признан лучшим игроков в ФК «Львов».

## Достижения

### Личные достижения
- Лучший игрок в ФК «Львов»: 2020/21[3]